# Gustavo Luppi
Gustavo Luppi (La Plata, provincia de Buenos Aires; 17 de octubre de 1959) es un actor y director de televisión y teatro argentino. Cuenta con una trayectoria de más de 27 años como director de televisión, labor por la que ganó el Premio Martín Fierro en la categoría Mejor dirección de televisión por la telecomedia Lalola. También fue nominado a los Premios ACE en 2019 en la categoría Mejor dirección de teatro y ganó el Premio Estrella de Mar en 2020 como Mejor actor de reparto por la obra Hombres y ratones. También se desempeña como preparador actoral transmitiendo su experiencia como profesor en su propia escuela.

## Trabajos como director de televisión
Dirigió en Televisión las tiras: "Mi cuñado", "Verano del 98","Quiero vivir a tu lado","Chiquititas" (Argentina y Brasil), "Ciega a citas" (ganadora del Martín Fierro en la categoría Mejor Programa, protagonizada por Muriel Santa Ana), "Doble Vida", "Señores Papis", "Los ricos no piden permiso", "Quita Penas", "Golpe al corazón", "El precio del poder", "LaLola" (tira ganadora del Martín Fierro de Oro y por la que ganó como Mejor Director), entre otras.

## Trabajos como actor en teatro, cine y TV
Comenzó su carrera de adolescente trabajando como actor de cine en "Los gauchos judíos" y continuó en las películas "Rosarigasinos", "Amigo mío", "Rosa de lejos", "Las barras bravas". 
Participó en teatro como actor en obras como "Peer Gynt", "Yepetto", "Tres hermanas", "Don chicho", "La ópera de dos centavos", "Sueño de una noche de verano", "Extrañas figuras", "Hombres y Ratones" (en donde también hizo el diseño de luces y la dirección).
En televisión formó parte de tiras como "Grande pá!", "Es tuya Juan", "Hombres de ley", "Regalo del cielo", "Extraños amantes", "El infiel", entre otras.
Actualmente se encuentran trabajando como actor en la obra "El Amateur, segunda vuelta" junto al actor Mauricio Dayub. 

## Formación Actoral
Comenzó su formación en actuación a los doce años. Desde sus doce a sus veintiocho estudió con distintos maestros, entre ellos la emblemática Hedy Crilla, Agustín Alezzo, Carlos Gandolfo, Lito Cruz, Dominic D' Fazio y Cacho Bidonde. A sus cuarenta y cuatro años continuó sus estudios con el maestro de actores Augusto Fernandes.

## Vida personal
Es hijo del reconocido actor Federico Luppi y de Rosa Petcoff. Es padre de tres hijos, Antonio, Josefina y Juan Luppi, también actor.